# DansGuardian

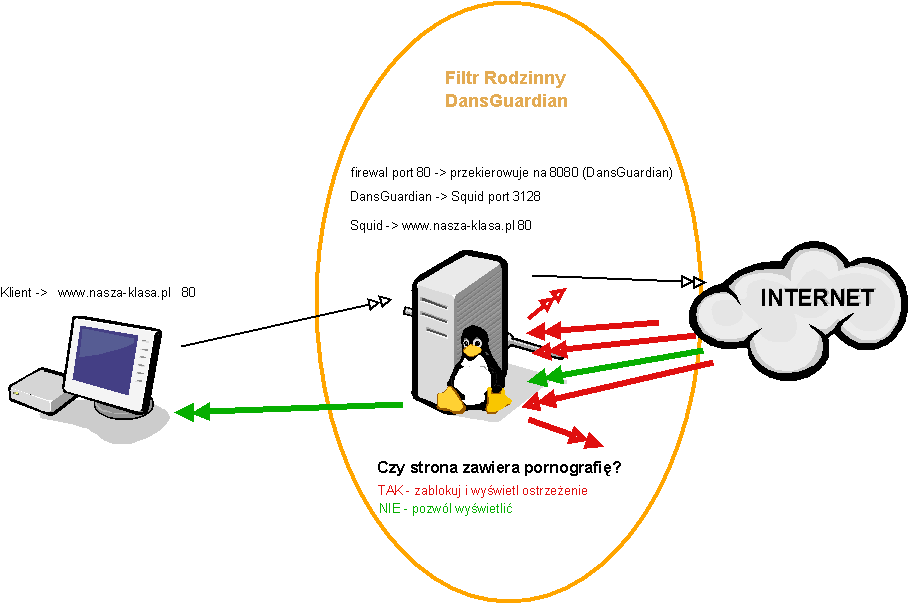
Ogólna zasada działania filtru

DansGuardian – darmowy filtr treści: oprogramowanie służące zarządzaniu, do jakich stron WWW mogą mieć dostęp użytkownicy.
DansGuardian posiada również filtr antywirusowy i funkcje monitoringu użytkownika. Musi być zainstalowany na komputerze z systemem Linux lub Unix, jako komputer serwerowy; jego filtracja rozciąga się na wszystkie komputery w organizacji, włączając windowsowe i macintoshowe komputery. DansGuardian jest używany przez szkoły, przedsiębiorstwa, dostawców Internetu (ISP) i innych.

## Najważniejsze cechy programu
- Blokuje dostęp do stron WWW zawierających treści pornograficzne, obsceniczne, rasistowskie itp. Filtrowanie odbywa się poprzez przeszukanie tekstu zawartego na stronie. Możemy tworzyć grupy użytkowników z różnymi kategoriami blokowanych stron.
- Filtruje treści niezależnie od używanego przez użytkownika systemu operacyjnego oraz przeglądarki internetowej. Na przykład w szkolnych pracowniach komputerowych z zainstalowanym na stanowiskach uczniowskich Windowsem XP. Filtr instaluje się tylko na jednym komputerze, serwerze, chroniąc wszystkie komputery uczniowskie.
- Jest całkowicie bezpłatny zarówno do użytku domowego jak i komercyjnego. Amerykańskim płatnym „odpowiednikiem” tej aplikacji jest Websense Web Security kosztujący 19 tysięcy dolarów (licencja na 1000 stanowisk, na jeden rok)[2], a spełniający dokładnie te same funkcje co DansGuardian.
- W Stanach Zjednoczonych DansGuardian spełnia zalecenia Ustawy o ochronie dzieci w Internecie[3].
- DansGuardian współpracuje z programem antywirusowym ClamAV umożliwiając blokowanie zawirusowanych stron WWW.

Interfejsy graficzne (GUI) upraszczające zarządzanie DG:
- DrakGuard – prosty konfigurator graficzny DansGuardiana dostępny jedynie w Mandrivie. Dobry dla początkujących rodziców[4][5].
- Webmin – moduł dodatkowy nie wchodzący w skład głównej gałęzi Webmina,
- Artica (starsza wersja) – interfejs działa z wersją squida 2.x, z nową nie.

Skrypty upraszczające zarządzanie DG:
- dflogs (perl, php) – tworzy graficzne statystyki z farmy serwerów dansguardianowych[6],
- dglog (perl, cgi) – tworzy statystyki na podstawie lokalnych logów[7],
- dansguardian-perl – skrypt perlowy, upraszczający konfigurację DG[8].

## Opis działania
Program filtruje każdą stronę osobno, wyszukując w niej zakazanych słów kluczowych. Dla każdego znalezionego wyrazu lub frazy jest przydzielona odpowiednia liczba punktów. Po przeszukaniu całej strony punkty są sumowane. Jeśli na stronie liczba punktów przekroczy zadaną wartość, zwaną naughtynesslimit (tzw. „limit grzeczności”), ustalaną zazwyczaj na około 150 punktów, strona jest blokowana.
DansGuardian domyślnie nie wykorzystuje czarnych listy zakazanych stron (choć ma taką możliwość). Metoda ta nie sprawdza się bowiem przy blokowaniu stron Web 2.0 typu wiki, systemy CMS. Dodatkowo codziennie powstają nowe serwisy np. pornograficzne, które nie znajdują się na czarnych listach.
Program loguje historię zablokowanych stron, adres IP lub nazwę użytkownika. Informacje te zapisywane są w czytelnym formacie. Możemy je również przeglądać za pomocą rozwijanego programu dglog.

## Zalety i wady
- Zalety
  - wymaga instalacji tylko na jednym komputerze, chroniąc całą resztę sieci,
  - filtruje komputery z systemem Windows XP/Vista/7, Mac OS, Linux,
  - nie blokuje stron związanych z rodziną, planowaniem rodziny, biologicznych, pojęć encyklopedycznych,
  - brak możliwości wyłączenia przez dziecko,
  - wyszukiwanie pornografii w różnych językach.

- Wady
  - trudny do uruchomienia dla przeciętnego rodzica (środowisko Linux/*BSD),
  - wymaga zainstalowania serwera proxy np. squida lub tinyproxy.

## Wymagania
- Do poprawnej pracy DansGuardian wymaga zainstalowania serwera proxy, np. Squida lub tinyproxy.
- Dla sieci około 1000 komputerów minimalny wymagany sprzęt komputerowy to: dwurdzeniowy CPU 2 GHz, pamięć RAM 512 MB, szybki dysk twardy 40 GB[1]
- Program może być trudny do uruchomienia dla przeciętnego rodzica (środowisko Linux/*BSD). Istnieje jednak graficzny konfigurator WebContentControl, upraszczający to zadanie.

## Produkty komercyjne oparte na DansGuardianie
Produkty wykorzystujące DansGuardiana jako silnik filtrujący to między innymi:
- rozwiązania sprzętowe
  - NetSentron[10] – urządzenie UTM, dla sieci do 800 użytkowników,
  - Guardian SWG-700[11] – przeznaczone do filtracji treści; wyposażone w procesor Intel Core 2 Duo 2,4 GHz i 3 GB RAM,
  - ClearBox – sprzętowy router oparty na systemie ClearOS Professional,

- oprogramowanie
  - Artica Open Source Project – darmowy interfejs webowy do zarządzania DansGuardianem,
  - School Guardian[12] – firewall, przeznaczony dla szkół (j. ang.),
  - PacketProtector – darmowy system instalowanych na routerach firmy Asus. Przeznaczony głównie dla użytkowników domowych.

## Inne darmowe filtry
- Opiekun Dziecka w Internecie
- Beniamin – wersja bezpłatna tylko dla szkół, dla użytkowników domowych – wersja płatna.
- OpenDNS
- Norton DNS